# Muel (Francja)
Muel (bret. Moel) – miejscowość i gmina we Francji, w regionie Bretania, w departamencie Ille-et-Vilaine.